# Elsag Datamat
Elsag Datamat S.p.A. è stata un'azienda italiana, controllata da Finmeccanica, operante direttamente e tramite società controllate nei settori: ICT, Automazione, Sicurezza, Logistica e Trasporti. Dal 1º giugno 2011, in seguito alla fusione per incorporazione in Selex Communications S.p.A., Elsag Datamat ha cessato di esistere e la società incorporante ha assunto la denominazione SELEX Elsag S.p.A..
Era tra i leader mondiali del settore, unico produttore italiano di lettori ottici.

## Storia

### Le origini
Fondata a Sestri Ponente nel 1905 con il nome di San Giorgio - Società anonima italiana per la costruzione di automobili marittime e terrestri inizia la sua attività con costruzione di autovetture e di carrozze ferroviarie. La società era di proprietà della famiglia Odero, proprietaria dei Cantieri Odero di Genova e dal 1907 partecipò anche alla gestione del Cantiere del Muggiano della Spezia ed aveva la sede direzionale nell'elegante palazzina liberty, progettata dall'architetto Gino Coppedè. La palazzina è tuttora esistente. 
Successivamente la "San Giorgio" si specializzò nella produzione di dispositivi ottici, nella progettazione di strumenti di precisione e nell'elettromeccanica. Tra questi venivano fabbricati telemetri a coincidenza e stereotelemetri in dotazione alla Regia Marina ed ampiamente impiegati sulle navi da guerra italiane nel corso della seconda guerra mondiale.
All'inizio della prima guerra mondiale l'azienda contava già 3000 dipendenti.

### Dopoguerra
Negli anni cinquanta, viene costituita Nuova San Giorgio S.p.A. società che contribuisce allo sviluppo dell'elettronica italiana, attraversandone tutta l'evoluzione storica dai tubi elettronici ai transistor, dai circuiti integrati fino all'introduzione del microprocessore.
La maggior parte delle operazioni, tuttavia, riguardano il settore militare, con la progettazione e fabbricazione di centrali di tiro navali e sistemi navali.

### La nascita di Elsag
Nel 1969 la divisione ESA (Sistemi Elettronici) di Finmeccanica viene scorporata con i suoi 350 dipendenti ed inserita nella neo-formata Elettronica San Giorgio - Elsag partecipata da Finmeccanica e da STET (che successivamente ne diventerà unico azionista).
Era controllata da Selenia (gruppo Stet) al 51%, Stet al 24%, Ansaldo al 23%, IRI al 2%.
A quei tempi viene stimato che il 60% del fatturato deriva dalla produzione a fini militari. Dopodiché, anche per proteggersi dalla fluttuazione del mercato della difesa, punterà decisamente sul settore civile, grazie proprio alle competenze accumulate nel campo dei sistemi di riconoscimento e informatici (lettori automatici di indirizzi, documenti e microfilm).
Nel 1973 fornisce la sua tecnologia di lettori ottici a Poste Italiane che li utilizzerà nei suoi Centri di Meccanizzazione Postale per lo smistamento della corrispondenza, in abbinamento al nuovo Codice di avviamento postale; già dal 1970, quello che sarà poi battezzato Sari, Sistema Automatico Riconoscimento Indirizzi, era in sperimentazione nell'impianto Poste di Firenze e poi a Trento, prima dell'utilizzo su tutti gli altri siti in vasta scala a partire dal 1977. Come riportato su Accademia di Posta, quella di Elsag era stata tra le prime tecnologie di lettori ottici automatici di caratteri al mondo. Il prodotto fu esportato in Francia l'anno dopo ed anche negli Stati Uniti d'America (ma, come da postilla del contratto con il Servizio Postale Americano, vennero realizzate in loco, su licenza, da Pitney Bowes).
Negli anni a seguire i suoi prodotti saranno commercializzati in tutto il mondo, per gli utilizzi più disparati: in Usa venivano impiegati anche per la lettura automatica delle denunce dei redditi e la gestione dei rimborsi delle spese mediche (commessa della californiana Transamerica), in Svizzera per il trattamento automatico della documentazione (appalto del Bundesampt für informatik), in Spagna per la gestione della corrispondenza (assegnazione di Correos y telegrafos).

### L'espansione internazionale
L'azienda effettua cospicui investimenti e partecipazioni azionarie, attivando collaborazioni con Università e centri di studio internazionali e definendo partnership con aziende d'eccellenza quali AEG-Telefunken ed IBM Italia (con la quale crea la società Seiaf, Sistemi Elettronici ed Informatici per l'Autotomazione della Fabbrica, tra i lavori annoveriamo un software per Pirelli), Oto Melara e Gruppo Fiat.
Secondo un redazionale pubblicato su L'Unità del 3 dicembre 1991, nei primi anni Ottanta si compone di 1.800 dipendenti, suddivisi in 5 divisioni: Sistemi Navali, Controlli Numerici per Macchine Utensili, Sistemi di Regolazione, Automazione Postale, Sistemi di Riconoscimento.
La Divisione Spazio di Selenia viene allocata in Selenia-Elsag, nel 1982 e nel 1984, insieme ad Ansaldo Elettronica Industriale crea Esacontrol, in cui viene conferito il ramo d'azienda Divisione Ansaldo Elettronica Biomedicale ed elettronica industriale per i controlli di processo (automazione industriale) di Elsag e Selenia; Esa sta infatti per Elsag, Selenia, Ansaldo.
Ancora nei primi anni del nuovo decennio, acquista la torinese DEA - Digital Electronic Automation, uno dei leader mondiali nella produzione di sistemi per l'automazione di fabbrica (nel 1980, in tutto il mondo una macchina di misura a coordinate su tre era prodotta da DEA).
A seguito di questa riconversione, Bonaiuti e Lodovisi, nel loro saggio L'industria militare e la difesa europea: rischi e prospettive, calcolano che il fatturato dovuto al settore militare è sceso al 7% del totale (dal 60 iniziale).
Nel 1989 rientra in Finmeccanica.
Alla fine del 1990 Aeritalia incorpora Selenia e la nuova società cambia denominazione in Alenia, mentre la Selenia-Elsag diventa Alenia Elsag Sistemi Navali (AESN) occupandosi di sistemi elettronici della unità militari navali.
Tra la fine degli anni ottanta e i primi anni novanta la società acquisisce da McDermott l'americana Bailey Controls Company, a sorpresa, battendo la concorrenza di General Electric, incorporandola nella olandese Elsag Bailey Process Automation N.V., la quale nel 1990 acquisterà la divisione Controllo Industriale della francese Schlumberger(ribattezzata Bailey Sereg).
Nel 1990 chiude con 1.223 miliardi di lire di fatturato e circa 1.400 miliardi di ordinativi.
Insieme a Poste Italiane costituisce in quegli anni la società Postel, per la gestione della posta generata tramite pc e poi stampata, imbustata e consegnata al destinatario tramite i classici servizi di recapito, societarizzando una attività offerta alla clientela sin dagli anni Settanta attraverso i sistemi di elaborazione dati, stampa ed imbustamento di allora. La quota di mercato nel settore dei sistemi di controllo di processo ammonta al 12,5% nelle Americhe, al 6% in Europa, del 4,5% in Asia.
Nel 1994 ingloberà Fisher & Porter Company e la tedesca Hartmann & Braun, diventando definitivamente leader mondiale del comparto dei processi di automazione, quotandosi anche al NYSE nel 1997, allorché toccherà 1.5 miliardi di dollari di fatturato, 36 milioni di utile, impiegando 11.000 dipendenti.
Nel 1998 cede EBPA ad ABB per 2.1 miliardi di dollari.

### Il nuovo millennio
Il 1º novembre 1998 nasce Elsag S.p.A. e diventa una società del gruppo Finmeccanica.
Un'ulteriore trasformazione della struttura societaria è avvenuta nel 2007 quando, con effetto dal 1º agosto, Elsag ha incorporato Datamat, società con sede a Roma operante da tempo nel settore dell'IT, già quotata presso la Borsa valori di Milano ed oggetto pochi mesi prima di un'OPA totalitaria da parte di Finmeccanica; oltre a Datamat, la società ha incorporato altre due società: Keycab S.p.A., interamente posseduta da Datamat, ed Elsag Domino S.p.A. interamente posseduta da Elsag. L'operazione ha comportato la variazione della denominazione sociale in Elsag Datamat.
Successivamente, nel secondo semestre 2010, un ulteriore riassetto societario in ambito Finmeccanica ha portato alla cessione di alcuni rami d'azienda, in particolare dei settori Difesa, Logistica e Ambiente alla società Selex Sistemi Integrati e del settore Spazio alla società Telespazio. La sede dell'azienda è sempre stata a Genova Sestri Ponente. Elsag Datamat operava nei settori dell'Information & Communication Technology, della sicurezza, dei servizi bancari e postali, dei trasporti e dei servizi alle pubbliche amministrazioni.

## Società Controllate
Le società controllate da Elsag Datamat erano le seguenti:
- ABS Technology
- Amtec
- ED Contact
- Electron Italia
- Elsag North America
- E-Security
- Italdata
- Net Service
- Orangee
- Sistemi e Telematica (SeT)
- Vega Deutschland